# Royal Palm Estates
Royal Palm Estates ist  ein census-designated place (CDP) im Palm Beach County im US-Bundesstaat Florida. Das U.S. Census Bureau hat bei der Volkszählung 2020 eine Einwohnerzahl von 1.974 ermittelt.

## Geographie
Royal Palm Estates grenzt im Norden an die Stadt Haverhill und liegt rund 10 km südwestlich von West Palm Beach. Der CDP wird vom U.S. Highway 98 (SR 80) sowie von der Florida State Road 809 tangiert und grenzt im Osten an den Flughafen Palm Beach.

## Demographische Daten
Laut der Volkszählung 2010 verteilten sich die damaligen 3025 Einwohner auf 829 Haushalte. Die Bevölkerungsdichte lag bei 1440,5 Einw./km². 58,3 % der Bevölkerung bezeichneten sich als Weiße, 25,3 % als Afroamerikaner, 0,6 % als Indianer und 0,9 % als Asian Americans. 11,6 % gaben die Angehörigkeit zu einer anderen Ethnie und 3,4 % zu mehreren Ethnien an. 47,8 % der Bevölkerung bestand aus Hispanics oder Latinos.
Im Jahr 2010 lebten in 47,9 % aller Haushalte Kinder unter 18 Jahren sowie 15,1 % aller Haushalte Personen mit mindestens 65 Jahren. 75,3 % der Haushalte waren Familienhaushalte (bestehend aus verheirateten Paaren mit oder ohne Nachkommen bzw. einem Elternteil mit Nachkomme). Die durchschnittliche Größe eines Haushalts lag bei 3,22 Personen und die durchschnittliche Familiengröße bei 3,51 Personen.
32,1 % der Bevölkerung waren jünger als 20 Jahre, 30,9 % waren 20 bis 39 Jahre alt, 25,8 % waren 40 bis 59 Jahre alt und 11,4 % waren mindestens 60 Jahre alt. Das mittlere Alter betrug 32 Jahre. 52,2 % der Bevölkerung waren männlich und 47,8 % weiblich.
Das durchschnittliche Jahreseinkommen lag bei 45.257 $, dabei lebten 25,8 % der Bevölkerung unter der Armutsgrenze
Im Jahr 2000 war Englisch die Muttersprache von 65,12 % der Bevölkerung, spanisch sprachen 33,76 % und 1,12 % sprachen haitianisch.